# Båraryds landskommun
Båraryds landskommun var en tidigare kommun i Jönköpings län.

## Administrativ historik
När 1862 års kommunalförordningar trädde i kraft den 1 januari 1863 inrättades i Sverige cirka 2 400 landskommuner samt 89 städer och ett mindre antal köpingar. Då inrättades i Båraryds socken i Västbo härad i Småland denna kommun.
6 maj 1904 inrättas Gislaveds municipalsamhälle inom kommunen. Kommunen ombildas år 1949 i sin helhet till Gislaveds köping. Till denna överförs också Gyllenfors municipalsamhälle från angränsande Anderstorps landskommun. Vid köpingsbildningen upplöses båda municipalsamhällena. 1971 ombildades sedan köpingen till Gislaveds kommun.

## Politik

### Mandatfördelning i valen 1938-1946
| 1 | 11 | 1 | 3 | 2 | 2 |

| 18 |

| 1 | 11 | 3 | 2 | 3 |

| 19 |

| 1 | 14 | 3 | 2 | 3 |

| 20 |